# Liomyrmex
Liomyrmex é um gênero de insetos, pertencente a família Formicidae.